# Tercera toma de Las Tunas
La Tercera toma de Las Tunas fue un hecho militar que tuvo lugar del 27 al 30 de agosto de 1897 en Las Tunas, Oriente cubano, en el contexto de la Guerra Necesaria (1895-1898).

## Antecedentes históricos
Ni la Guerra de los Diez Años (1868-1878), ni la Guerra Chiquita (1879-1880), habían logrado conseguir el objetivo principal que se habían propuesto quienes las iniciaron: La independencia total y definitiva de la isla de Cuba de su potencia colonial, España.
Entre 1880 y 1895, Cuba se adentra en el período de su historia que ha pasado a ser conocido como la Tregua Fecunda, también conocido como el “Reposo turbulento”, pues fue una época de relativa paz y prosperidad económica en la colonia, aunque matizada por levantamientos e insurrecciones intermitentes, que no lograron consolidarse lo suficiente como para ser considerados como nuevas guerras de independencia.

## Contexto histórico
Una vez iniciada la década de 1890, los cubanos exiliados o emigrados, en su mayoría establecidos en los Estados Unidos, comienzan a agruparse en torno a la figura, cada vez más prominente, de José Martí.
En dicho contexto, se funda el Partido Revolucionario Cubano (PRC), el 10 de abril de 1892, como partido único que agrupaba a todos los cubanos y no-cubanos que deseaban la independencia total de Cuba, con el objetivo adicional de auxiliar también la de Puerto Rico.
Con Martí como Delegado (Jefe) del Partido, se decide nombrar a los generales Máximo Gómez y Antonio Maceo, como jefes primero y segundo, respectivamente, de la futura tercera guerra de independencia cubana que se estaba planeando. Esto ocurrió en 1893.
Ya para finales de 1894, todas las condiciones materiales y organizativas parecían estar bien preparadas, tanto dentro como fuera de la isla, para dar inicio a la nueva guerra. Sin embargo, el fracaso del Plan de la Fernandina, supuso un serio contratiempo para los planes independentistas cubanos.
No obstante, se decidió comenzar la guerra, con o sin condiciones propicias, el domingo 24 de febrero de 1895, un día de carnavales y fiestas populares, para sorprender desprevenidas a las autoridades coloniales españolas y facilitar el inicio de la contienda. Varios de los alzamientos planificados fracasaron, resultando en la muerte o captura de algunos jefes importantes.
Sin embargo, la guerra continuó, con el éxito de los alzamientos en las provincias de Oriente y Las Villas, pero no empezó a tomar verdadera fuerza, hasta los desembarcos de los Hermanos Maceo, Martí y Gómez en el mes de abril. Luego de muchos avatares, los Maceo, Martí y Gómez, junto a otros jefes desembarcados, lograron asumir el mando de las tropas mambisas, que cada día se iban haciendo más numerosas con la incorporación de veteranos y de nuevos reclutas.
Tras la caída en combate de Martí, el 19 de mayo de 1895, se desarrollaron victoriosas campañas militares, por parte de los cubanos en los meses siguientes. En septiembre de ese mismo año, se reconstituyó el Gobierno de la República de Cuba en Armas y, a finales de octubre, dio inicio la Invasión a Occidente, que terminó en victoria para los cubanos en enero de 1896.
En diciembre de ese año, muere en combate el Lugarteniente General Antonio Maceo, siendo sustituido en el cargo por el veterano Mayor general Calixto García, quien desempeñaría, en 1897 y 1898, la importantísima Segunda Campaña Oriental, de la cual formó parte la Tercera toma de Las Tunas.

## Tercera toma e incendio de Las Tunas
En los días finales de agosto de 1897, las fuerzas comandadas por el Lugarteniente General Calixto García, pusieron sitio a la importante plaza militar de Victoria de Las Tunas, que se encontraba casi deshabitada, pues la mayoría de sus habitantes habían marchado a la manigua.
Luego de tres días de sangrientos combates, las fuerzas mambisas lograron rendir la guarnición enemiga y tomar la plaza, tras lo cual, la incendiaron, no sin antes apoderarse de importantes alijos de armas y municiones, así como alimentos y medicinas. Los prisioneros enemigos fueron liberados.

## Consecuencias
La Tercera toma de Las Tunas, representó una importantísima victoria militar para el Ejército Mambí cubano, así como una desmoralizante derrota para el Ejército español. En el plano mediático, sirvió para desacreditar la campaña de desinformación que el Capitán General Valeriano Weyler realizaba sobre su supuesta “pacificación” de Cuba y el supuesto “éxito” de su temida y despreciada Reconcentración.
Representó una de las últimas derrotas militares españolas, antes de la destitución de Weyler al frente de Cuba y la promulgación, en noviembre del mismo año, de la Carta autonómica, que pretendía aplacar los ánimos independentistas concediendo la autonomía, cosa que tampoco funcionó. España terminaría perdiendo a Cuba, junto a Puerto Rico, Filipinas y Guam, en 1898, a manos de los Estados Unidos.